# De gladas kapell
De gladas kapell var en svensk jazzrockgrupp.
De gladas kapell bestod av Stefan Nilsson (keyboards), Coste Apetrea (gitarr), Jojje Wadenius (bas) och Peter Sundell (trummor). Bandet utgav 1978 ett album Spelar Nilsson (Svenska Love Records SLLP01), vilket innehåller instrumentala jazzrockkompositioner av Stefan Nilsson. Apetrea och Nilsson spelade året därpå in albumet Vänspel (Svenska Love Records SLLP02) i samarbete med finländaren Jukka Tolonen medan Sundell blev medlem av Egba.